# شرلی (ماساچوست)
شرلی، ماساچوست
شرلی (به انگلیسی: Shirley) شهرکی در شهرستان میدلسکس ایالت ماساچوست می‌باشد که در سال ۱۷۷۵ بنیان‌گذاری شده‌است. این شهرک در سرشماری سال ۲۰۱۰ میلادی، ۷٬۲۱۱ نفر جمعیت داشته‌است.